# Hrabstwo Kent (Nowy Brunszwik)
Hrabstwo Kent (fr. Comté de Kent, ang. Kent County) – jednostka administracyjna kanadyjskiej prowincji Nowy Brunszwik leżąca na wschodzie prowincji.
Hrabstwo ma 30 833 mieszkańców. Język francuski jest językiem ojczystym dla 71,5%, angielski dla 23,4%, mi'kmaq dla 4,3% mieszkańców (2011).